# Calamity Jane (Lucky Luke)
Pour les articles homonymes, voir Calamity Jane (homonymie).
Calamity Jane est la quarante-quatrième histoire de la série Lucky Luke par Morris (dessin) et René Goscinny (scénario). Elle est publiée pour la première fois en 1965, du no 1437 au no 1458 du journal Spirou, puis, en album, en 1967.

## Univers

### Synopsis
Alors qu'il prend son bain dans une rivière, Lucky Luke est attaqué par une bande d'Apaches, armés de fusils. Ils sont toutefois mis en déroute par l'intrépide Calamity Jane. Cette dernière, honorée de rencontrer le célèbre cow-boy, apprend qu'il se rend dans la ville d'El Plomo afin d'enquêter sur des livraisons d'armes faites aux Apaches. Calamity, qui cherche un endroit tranquille pour se reposer de sa vie aventureuse, décide de l'accompagner.
Arrivé en ville, le duo se rend au saloon-hôtel, dirigé par l'antipathique August Oyster. Ce dernier n'apprécie guère la venue de la bruyante aventurière (qui s'impose dans l'établissement alors que ce dernier est interdit aux femmes), ni celle de Luke, qui semble suspect à ses yeux. Malgré tout, Calamity a rapidement du succès auprès des clients, friands du récit de ses aventures. Souhaitant elle aussi s’installer à El Plomo, elle propose à Oyster de lui racheter le saloon avec son or. Devant son refus, elle le défie au bras de fer : s'il gagne, elle s'en va, mais s'il perd, elle garde le saloon. Oyster accepte le marché, mais désigne son employé, le colossal Baby Sam, pour affronter Calamity. Contre toute attente, l'aventurière l'emporte facilement et Luke force August et Sam à quitter l'établissement.
Oyster est toutefois bien décidé à reprendre son saloon, ce dernier servant à dissimuler les fusils qu'il livre aux Apaches. Il tente d'abord de faire partir l'aventurière par la force, puis essaie d'incendier le bâtiment, mais en vain. Entre-temps, le bandit subit la pression de Gomino, le chef des Apaches, qui se montre mécontent du retard de la livraison de ses fusils. De son côté, Calamity, décidée à donner de l'honorabilité à l'établissement, y installe un salon de thé, réservé aux dames. Quant à l'enquête de Luke sur le trafic d'armes, elle n'avance guère : à la recherche de preuves, le cow-boy n'a obtenu que de maigres indices et il ne peut même pas compter sur l'aide du shérif de la ville, pantouflard et oisif.
Pour chasser Calamity, Oyster recourt finalement à ses grandes ennemies : les membres de la Société des dames d'El Plomo, rigoureusement opposées à l'alcool et aux jeux d'argent, qu'il informe de la présence de l'aventurière. Les dames se préparent à détruire l'établissement, mais Luke, qui a besoin que Calamity en reste propriétaire le temps de finir son enquête, calme les esprits et propose que son amie rejoigne la Société. La présidente accepte à une condition : Calamity devra faire preuve de distinction et passer un examen d'entrée. D'abord réticente, l'aventurière finit par accepter, par sympathie pour Luke.
Quelques jours plus tard, Robert Gainsborough, professeur de maintien, arrive de Houston. Il se heurte toutefois au caractère rude de Calamity et ne tarde pas à devenir comme elle. De son côté, Luke finit par découvrir la cachette des fusils d'August Oyster dans une mine souterraine abandonnée, reliée au saloon d'El Plomo par un tunnel. Le cow-boy ne tarde pas à arrêter Oyster et Baby Sam, qui, pressés par Gomino, ont tenté de récupérer des armes dans la mine. Les deux bandits sont enfermés chez le shérif, mais les Apaches, furieux de ne pas avoir reçu leurs armes, attaquent El Plomo. Calamity participe activement à la défense de la ville aux côtés de Lucky Luke, quittant précipitamment l'examen de la Société des dames pour lequel elle s'était tant préparée. Son courage et sa détermination finissent par terrifier les Apaches, qui fuient sans demander leur reste. À sa grande surprise, Calamity est acceptée par les dames de la Société, qui reconnaissent son héroïsme.
Après avoir remis Oyster et Sam aux mains de la justice, Luke s'apprête à quitter la ville et constate avec surprise que Calamity Jane part également, n'étant, selon elle, « pas faite pour rester tranquille ». Les deux « légendes de l'Ouest » se séparent alors et Lucky Luke, pensif et chapeau tiré, regarde son amie partir dans le lointain, en quête de nouvelles aventures.

### Personnages
- Lucky Luke
- Jolly Jumper
- Calamity Jane (de son vrai nom Martha Jane Cannary) : courageuse aventurière très habile à la carabine. Indépendante et fière de l'être, elle exige toujours d'être traitée avec respect, car, selon elle, « une femme qu'on ne respecte pas n'est pas une dame ». De sa propre bouche, Calamity est née vers 1850 dans le Missouri. Rapidement attirée par des activités généralement masculines (comme le base-ball), elle aurait été scout pour l'armée (affectée aux attelages de mules à cause de son langage fleuri), employée du Pony Express, chercheuse d'or, infirmière et aurait même travaillé à la construction d'un chemin de fer. La véracité de son passé laisse cependant un doute, car elle avoue elle-même être « assez menteuse ». Calamity fut autrefois mariée à Wild Bill Hickok, tué par la suite lors d'une partie de poker.
- August Oyster : propriétaire du saloon-hôtel de El Plomo. Fourbe, tricheur et malhonnête, il se livre secrètement à du trafic d'armes avec les Apaches habitant la région. Morris lui a donné les traits de l'acteur Sean Connery.Il est toujours habillé en costume et se prend pour un gentleman, quand Calamity Jane veut se battre avec lui dans une partie de bras de bras de fer sous prétexte qu'il a une faiblesse dans la main, il est allié avec plusieurs hommes de l'armée pour qu'ils lui ramène les fusils.Il se fait ridicule pendant un moment quand il perd son saloon bêtement à cause de son homme de main,il dispose d'une grande caverne située au sous-sol de son saloon.
- Baby Sam : homme de main d'Oyster. Grand, fort et idiot.Il est prêt à tout pour son patron .
- Gomino : chef des Apaches. Il est le principal client d'Oyster et ne tolère aucun retard sur la livraison des armes.
- Robert Gainsborough : professeur de maintien et de bonnes manières. Originaire de Houston, il est appelé par Lucky Luke afin d'éduquer Calamity et permettre son entrée dans la Société des dames de El Plomo. Homme raffiné, délicat et poli, il sera rapidement dépassé par son élève et finira par se comporter comme elle, jurant et chiquant. Il emprunte les traits de l'acteur David Niven[1].
- La présidente de la Société des dames de El Plomo : elle dirige un groupe de femmes de bonne société farouchement opposées au jeu et à l'alcool. C'est tout naturellement qu'elle s'opposera à l'ouverture du saloon de Calamity Jane. À la fin de l'album, les dames reconnaîtront toutefois le grand courage de l'aventurière et l'accepteront dans leur club.
- Mary : membre de la Société des dames de El Plomo.

### Allusion à d'autres femmes du Far West
Sur la huitième case de la dernière page, un paragraphe évoque nombre d'autres femmes que Calamity Jane ayant marqué l'histoire du Far West :
- Poker Alice
- Madame Moustache
- Big Nose Kate (qui sera l'un des personnages clés de l'album O.K. Corral)
- Pickhandle Nan
- Rowdy Kate (épouse de Joseph Lowe)
- Kitty the Schemer

## Autour de l'album
La surprise de l'aventurière lorsque Luke se présente semble confirmer qu'ils ne se sont jamais rencontrés. Calamity Jane était pourtant déjà apparue (sous des traits différents) dans l'album Lucky Luke contre Joss Jamon comme membre d'un jury composé des pires crapules de l'Ouest (les Dalton, Billy The Kid et Jesse James) appelées par le bandit Joss Jamon pour condamner Lucky Luke à la potence lors d'un procès truqué. Toutefois, aucun des deux intéressés n'évoque cette rencontre, comme si elle n'avait jamais eu lieu. 
Calamity Jane sera plus tard au centre de l'album Chasse aux fantômes et fera un caméo dans La Corde au cou.

## Publication

### Revues
L'histoire est parue dans le journal Spirou, du no 1437 (28 octobre 1965) au no 1458 (24 mars 1966).

### Album
Éditions Dupuis, no 30, 1967

## Adaptations
Cet album a été adapté dans la série animée Lucky Luke, diffusée pour la première fois en 1984 où le chien Rantanplan apparaît dans cet épisode.
Calamity Jane apparaît dans le film Lucky Luke (2009) de James Huth où elle est interprétée par Sylvie Testud.
Le nom de Calamity Jane est mentionné par sa mère dans le film Les Dalton (2004) de Philippe Haïm.
Calamity Jane apparaît dans l'épisode La Cavale de la série animée Les Nouvelles Aventures de Lucky Luke en 2001. Filthy Dude, un antagoniste empruntant des traits fortement similaires à August Oyster, apparaît également.

### Documentation
- Christophe Quillien, « Femmes de tête : Calamity Jane », dans Elles, grandes aventurières et femmes fatales de la bande dessinée, Huginn & Muninn, octobre 2014 (ISBN 9782364801851), p. 14-15.